# Погрузная
Погрузна́я — железнодорожная станция (населенный пункт) в Кошкинском районе Самарской области. В настоящее время входит в состав сельского поселения Кошки.

## Этимология
В основе названия посёлка лежит слово «погрузка» (первоначально с местного элеватора производилась погрузка хлеба на прибывающие товарные поезда, позднее к хлебу добавились и другие товары).

## История
Железнодорожная станция Погрузная была основана в 1903 году в рамках работ по строительству железной дороги Мелекесс — Бугульма.
Согласно первоначальному плану, дорога должна была пройти севернее, по территории Казанской губернии, однако кошкинские немцы при поддержке самарского земского гласного графа Н. А. Толстого, Н. Е. Кноринга и Н. А. Кисловского настояли на том, чтобы дорога прошла через населённую немцами Константиновскую волость, откуда фермерам было бы удобнее вывозить свой хлеб.
Построенная вскоре железнодорожная станция Погрузная расположилась между крупными немецкими колониями Константиновкой и Романовкой. Некоторое время спустя при ней был построен элеватор.
В период массовой коллективизации при станции появился рабочий посёлок и МТС. Первые два жилых двухэтажных дома были построены в 1929—1930 гг., а первая улица (Железнодорожная) появилась в 1946 г.
В середине 90-х годов XX века Погрузная фактически слилась с расположенным в 4 километрах к юго-востоку райцентром, однако официально продолжает считаться отдельным населённым пунктом. В посёлке 14 улиц, работает средняя школа и сельский клуб, открыта комната боевой Славы.

## Население
| 2010 |
| ---- |
| 1506 |

## Экономика
Основные образующие предприятия посёлка до новейшего времени — железная дорога, элеватор, МТС, МТМ (Ремзавод), авторота (ПАТО), нефтебаза, товарные склады, перевалочные базы. К сожалению не все вышеперечисленные предприятия работают в настоящий момент. Так исчезли: МТМ (Ремзавод), МТС, нефтебаза… Но ничто не стоит на месте, появился нефтеперерабатывающий завод, работают перерабатывающие предприятия, активен малый бизнес. и др.

## Транспорт
Погрузная располагается в 140 километрах от Самары и 100 километрах от международного аэропорта Курумоч. В посёлке имеется небольшой железнодорожный вокзал. Северная ветвь Куйбышевской железной дороги связывает станцию с соседними Димитровградом и Нурлатом, а также с другими городами. Междугороднее автобусное сообщение осуществляется через автовокзал села Кошки, связанный с Погрузной автобусным маршрутом № 1.

## Известные уроженцы
- Андреев, Владимир Александрович (1951—2020) — советский и российский учёный, педагог и организатор науки, доктор технических наук (1992), профессор (1994), ректор (2002—2016) и президент (2016—2020) Поволжского государственного университета телекоммуникаций и информатики.

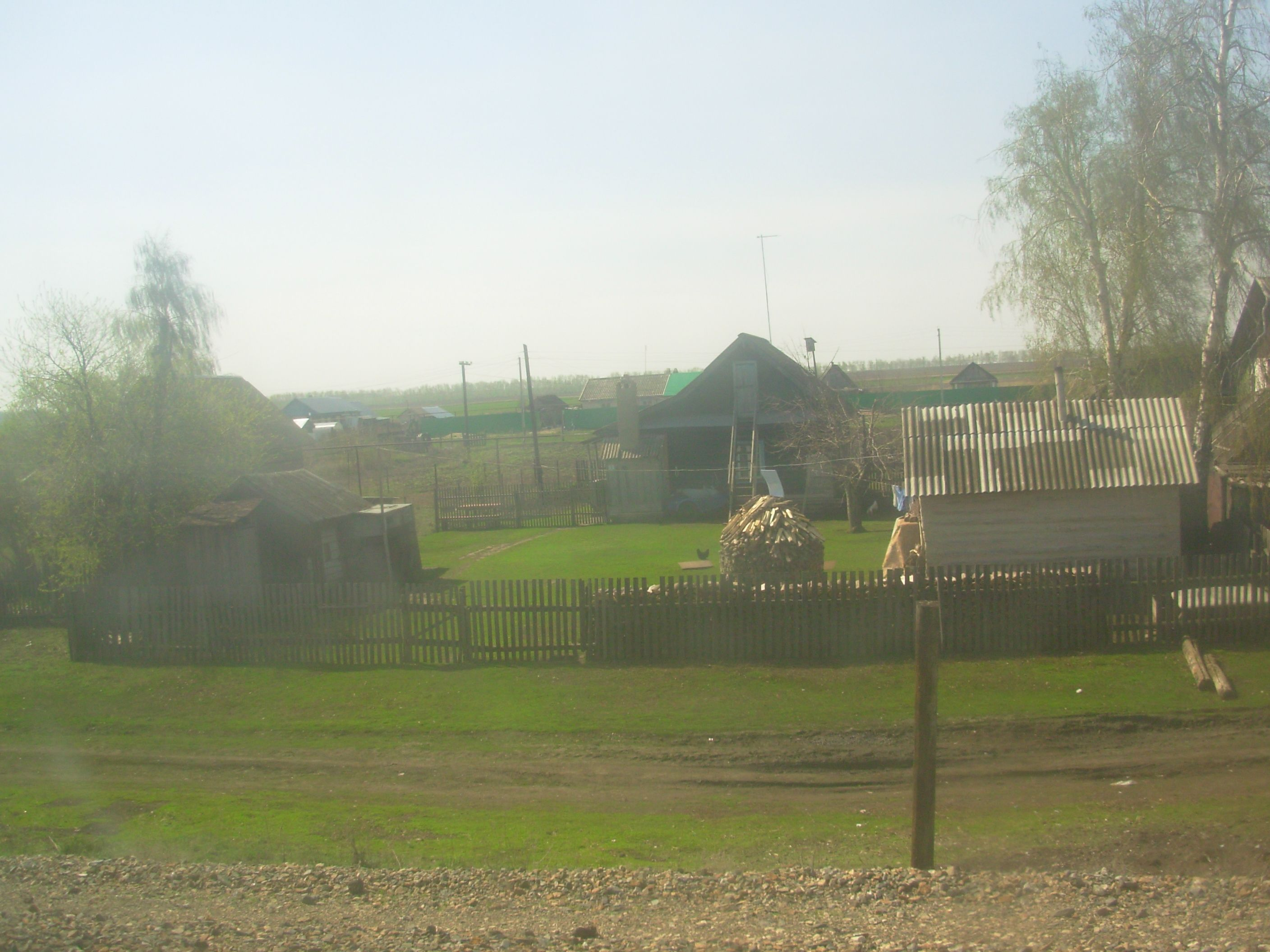
Станция Погрузная

- Зотов Борис Иванович —  1941 г. рожд.  Государственный и общественный деятель, профессор (1993), Действительный член ( академик) Международной академии аграрного образования, ректор Ульяновской государственной сельскохозяйственной академии (1995 -2001), Председатель Законодательного собрания Ульяновской области (2001 -2013), Почётный гражданин Ульяновской области.